# Thomas Watt
Sir Thomas Watts (né près de Glasgow en Écosse en 1857 et mort en 1947) est un homme politique sud-africain, membre du parti sud-africain, ministre des postes (1912-1915), des travaux publics (1912-1919) et des affaires intérieures (1916-1919) dans le gouvernement de Louis Botha et ministre des affaires intérieures (1919-1921), des Travaux publics (1919-1920 et 1921-1924), de la santé publique (1919-1921), des chemins de fer (1920-1921) et de nouveau des postes (1921-1924) dans le gouvernement Smuts.

## Biographie

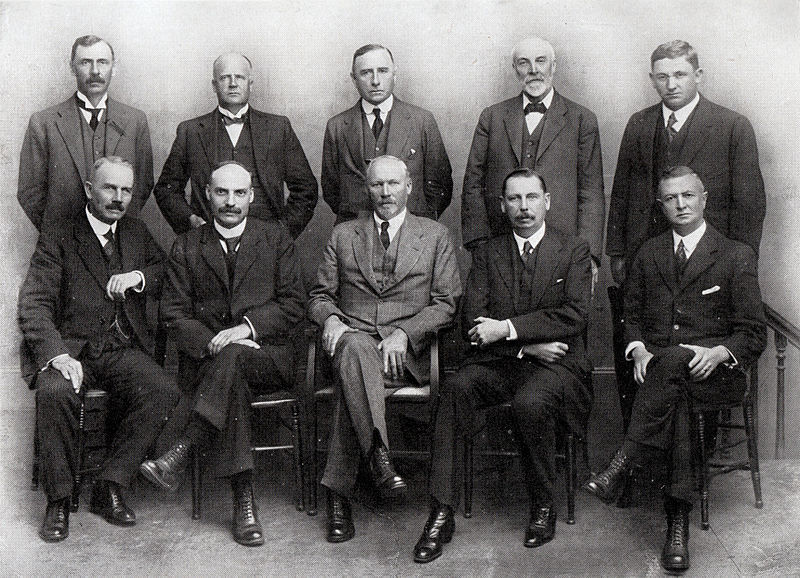
Le gouvernement Smuts en 1923
Assis au 1er rang : Thomas Watt, F.S. Malan, Jan Smuts, Thomas Smartt, Henry Burton
Debout au second rang : N.J. de Wet, Deneys Reitz, Patrick Duncan, J.W. Jagger et Hendrik Mentz.

Après des études de droit à l'Université de Glasgow, Watts devint avocat et émigra dans la colonie du Natal en 1883. Il est officier dans l'armée britannique durant la seconde guerre des Boers (1899-1902) puis est élu à l'assemblée législative de la colonie du Natal. Ministre de la justice et de l'éducation de la colonie, il est membre de la Convention nationale qui fixe les modalités de la fondation de l'union de l'Afrique du Sud formalisé dans le South Africa Act.
À la suite de la formation de l'Union, il devient ministre dans les gouvernements successifs qui dirigent l'Afrique du Sud entre 1912 et 1924. Il est ainsi ministre des postes (1912-1915 et 1921-1924), des travaux publics (1912-1920 et 1921-1924), des affaires intérieures (1916-1921) et de la santé publique (1919-1921).
Il meurt en 1947 à l'âge de 90 ans.

## Sources
- Eric Rosenthal, Encyclopédie de l'Afrique australe, Le Cap et Johannesburg : Juta and Company Limited, 1978.